# Matjaž Matko
Matjaž Matko, ustvarjalec na področju kulture, zbiratelj in interpretator kulturne dediščine, * 1958, Novo mesto, Slovenija.

## Življenje in delo
Rojen je leta 1958 v Novem mestu. Po mamini strani ima kočevarske korenine. Matjaž Matko je ustvarjalec na področju kulture in interpretator kulturne dediščine. Na področju likovne dejavnosti je izvedel vrsto kiparskih razstav doma in v tujini. Kot uveljavljeni interpretator kulturne dediščine je avtor ducat domoznanskih razstav s kočevarsko tematiko doma in tujini. Napisal je vrsto publikacij s področja kočevarske dediščine in turističnih vodičev. Med drugim je soustanovitelj Zavoda za ohranitev kulturne dediščine Nesseltal Koprivnik. Živi in ustvarja v vasi Koprivnik v Kočevskem Rogu.
Prejemnik Trdinove nagrade leta 2011 za pomembnejše uspehe na umetniškem in kulturno-znanstvenem področju.

## Objavljena dela
- Matko, Matjaž. Die HeiMAT KOprivnik, bila je to lepa vas …, samozaložba, 2006. (COBISS)
- Matko, Matjaž. Zgodbe iz Roga, samozaložba, 2006.(COBISS)
- Matko, Matjaž. Izgubljeni album o fotografu, Kočevju, Kočevski, Kočevarjih in družini Dornig, samozaložba, 2007. (COBISS)
- Matko, Matjaž. Das verlorene Album des Fotografen, uber die Stadt Gottschee, das Gottscheeland, die Gottscheer und die Familie Dornig, Zavod za ohranitev kulturne dediščine Nesseltal Koprivnik, 2008. (COBISS)
- Matko, Matjaž. Gostilne in birti v Koprivniku - Gasthäuser und Wirte in Nesseltal, Zavod za ohranitev kulturne dediščine Nesseltal Koprivnik, 2010.(COBISS)
- Matko, Matjaž. 5 fotografov Kočevarjev, Zavod za ohranitev kulturne dediščine Nesseltal Koprivnik, 2010. (COBISS)
- Matko, Matjaž. Vas Koprivnik z okolico, Vodič po naravnih in zgodovinskih znamenitostih Kočevskega roga, Zavod za ohranitev kulturne dediščine Nesseltal Koprivnik, 2012.  (COBISS)
- Matko, Matjaž. Prva kočevska fotografinja Margit Verderber – Die erste Gottscheer Fotografin, Zavod za ohranitev kulturne dediščine Nesseltal Koprivnik, 2012.    (COBISS)
- Matko, Matjaž. Prva rapska fotografkinja Argit Verderber – Die erste Gottscheer Fotografin, samozaložba, 2012. (v hrvaščini, v nemščini) (COBISS)
- Matko, Matjaž. Vas Rajhenav z okolico, Vodič po naravnih in zgodovinskih znamenitostih Kočevskega roga, Zavod za ohranitev kulturne dediščine Nesseltal Koprivnik, 2013. (COBISS)
- Matko, Matjaž. Gozdnati predeli med Rajhenavom, Starim Logom in Šalko vasjo, Vodič po naravnih in zgodovinskih znamenitostih Kočevskega roga, Zavod za ohranitev kulturne dediščine Nesseltal Koprivnik, 2014. (COBISS)
- Matko, Matjaž. Medvedja knjiga, Zavod za ohranitev kulturne dediščine Nesseltal Koprivnik, 2015. (COBISS)
- Matko, Matjaž. Vodič po naravnih in zgodovinskih znamenitostih Kočevskega roga. Zahodni del belokranjskega Roga, Zavod za ohranitev kulturne dediščine Nesseltal Koprivnik, 2016. (COBISS)
- Matko, Matjaž. Secesijske razglednice Kočevja - Secessions ansichtskarten der Stadt Gottschee, Zavod za ohranitev kulturne dediščine Nesseltal Koprivnik, Einrichtung für die Erhaltung des Kulturerbes Nesseltal Koprivnik,  2017.(COBISS)[2]
- Matko, Matjaž. Vodič po naravnih in zgodovinskih znamenitostih Kočevskega roga. Poljanska dolina ob Kolpi, Zavod za ohranitev kulturne dediščine Nesseltal Koprivnik, 2018.(COBISS)
- Matko, Matjaž. Topografija Kočevskega roga v luči ledinskih imen, Zavod za ohranitev kulturne dediščine Nesseltal Koprivnik, 2019.(COBISS)
- Matko, Matjaž. Kočevarska ledinska imena, vas Koprivnik z okolico, Zavod za razvoj turizma Kočevski rog, 2020.(COBISS)
- Matko, Matjaž. VERDERBano, Zavod za ohranitev kulturne dediščine Nesseltal Koprivnik, 2021

### Soavtorska dela
- OBERSTAR, Leon. Michael Ruppe na razglednicah in slikah Kočevske, Gimnazija Kočevje ; Zavod za ohranitev kulturne dediščine Nesseltal Koprivnik, 2009.(COBISS)
- TSCHERNE, Maridi. Kočevarsko-slovenski slovar, Zavod za ohranitev kulturne dediščine Nesseltal Koprivnik = Einrichtung für die Erhaltung des Kulturerbes Nesseltal, 2012. (COBISS)

## Domoznanske razstave
- Fotograf Franc Rabuse in Koprivnik, (gostujoča: Knjižnica Kočevje, Kočevje, 2005; Valvasorjeva knjižnica Krško, enota Kostanjevica, Kostanjevica na Krki, 2006)
- Fotograf Josef Dornig in Kočevje, (gostujoča: Knjižnica Kočevje, Kočevje, 2006)[3]
- 5 fotografov Kočevarjev (gostujoča: Knjižnica Kočevje, 2007; KKC Dolenjske Toplice, 2008; Razstavišče Arkade Grm, ZVKDS OE Novo mesto, 2009)
- Arbe – foto Verderber – Rab, (gostujoča: Crkva Sv. Nikole, Rab, Hrvaška, 2009)
- Gostilne in birti v Koprivniku, (gostujoča: Knjižnica Kočevje, Kočevje, 2009)
- Aus dem Fotografischer Erbe der Gottscheer (gostujoča: Korotan, Wien, Avstrija, 2009; Tainach, Avstrija, 2010)
- Slikar Michael Ruppe, (gostujoča: Razstavni prostor župnišča v Črnomlju, Črnomelj, 2010)
- Correspondenz Karte, (gostujoča: Pošta Kočevje, Kočevje, 2011)
- Prva Rapska fotografkinja Margit Verderber, (gostujoča: Slovenski dom Bazovica, Rijeka, Hrvaška, 2012)
- Rab – nekoč in zdaj, Goran Novotny, Matjaž Matko, soavtor razstave, (gostujoča: Knežev dvor, Rab, Hrvaška, 2013)
- Secesijske razglednice Kočevja, (gostujoča: Kavarna SEM, Ljubljana, 2013)
- Novomeški fotograf Vekoslav Kramarič, (gostujoča: Atrij Založbe Goga, Novo mesto, 2013)
- Gottscheer Gasthäuser, (gostujoča: Bad Radkersburg, Pavelhaus, Avstrija 2013)
- Kočevarske gostilne (gostujoča: Zdravilišče Dolenjske Toplice, 2014, Javni zavod Knjižnica Gornja Radgona, 2014, in Knjižnica Murska Sobota, 2014
- Stari albumi razglednic, (gostujoča: Poštni muzej, Polhov Gradec, 2014)
- Otok Rab – Morsko kopališče na Jadranu, (gostujoča: Knjižnica Kočevje, 2015)
- Starodavne poti v Kočevskem Rogu, (gostujoča: Knjižnica Kočevje, Kočevje, 2016)
- Podobe Črmošnjic skozi čas na razglednicah, (gostujoča: Gasilski dom Črmošnjice, Črmošnjice, 2017)